# Dystrykt Mporokoso
Dystrykt Mporokoso – dystrykt w północnej Zambii w Prowincji Północnej. W 2000 roku liczył 73 929 mieszkańców (z czego 50,01% stanowili mężczyźni) i obejmował 14 897 gospodarstw domowych. Siedzibą administracyjną dystryktu jest Mporokoso.